# Ziyodakhon Isakova
Ziyodakhon Isakova (ouzbek : Ziyodaxon Isoqova), née le 14 février 1998 dans la province de Ferghana, est une para-taekwondoïste ouzbèke concourant en -49 kg K44.

## Carrière
Isakova entre dans l'équipe nationale de l'Ouzbékistan et est entraînée par Bobur Koziyev.
En mai 2021, elle remporte le tournoi qualificatif asiatique et se qualifie en -47 kg pour les Jeux paralympiques de 2020. En demi-finale, elle est battue par la future championne paralympique, la Péruvienne Leonor Espinoza 17 à 7 avant de perdre encore une fois lors du match pour la médaille de bronze contre la Thaïlandaise Khwansuda Phuangkitcha 18 à 2. Lors des Jeux para-asiatiques de 2022, Isakova remporte la médaille d'argent des -48 kg avant d'enchaîner avec l'or aux Mondiaux 2023.
Aux Jeux paralympiques d'été de 2024, elle bat l'athlète de l'équipe paralympique des réfugiés Zakia Khudadadi 4 à 3 en quarts puis la Thaïlandaise Phuangkitcha 5 à 3 en demie pour atteindre la finale des -47 kg. En finale, elle retrouve la Péruvienne Espinoza qui la bat encore une fois, 10 à 4.

## Palmarès
| Date | Compétition           | Lieu     | Place |
| ---- | --------------------- | -------- | ----- |
| 2021 | Championnats du monde | Antalya  | 3e    |
| 2022 | Jeux para-asiatiques  | Hangzhou | 2e    |
| 2023 | Championnats du monde | Veracruz | 1re   |
| 2024 | Jeux paralympiques    | Paris    | 2e    |